# 長續連
長續連是戰國時代武將。平信光（長教連的二男）的次男。歷任畠山氏四代的重臣。初名平勝光，後來成為伯父長英連的婿養子，最初拜領主君畠山義續偏諱改名長續連。又名新九郎、九郎左衛門尉、對馬守。能登國鳳至郡穴水城主。

## 生平
畠山七人眾之一，但數度追放及擁立主君。當織田信長的勢力伸向能登時，與織田方親密合作，同時與畠山家中的反對勢力遊佐氏、温井氏相抗衡。
天正4年（1576年）越後上杉謙信侵攻能登，續連在七尾城籠城防守並擊退上杉軍。但翌年上杉軍再度入侵，城内併發疫病，形勢相當不利，續連派出兒子長連龍向織田求援，但由於畠山重臣親上杉派的遊佐續光（妻子是平信光的女兒，與續連是義兄弟）及温井景隆成為謙信的内應，在織田軍來援之前城池被攻陷。包括續連在內的城內長氏一族全被誅殺。